# Маний Эмилий Лепид (консул 11 года)
Ма́ний Эми́лий Ле́пид (лат. Manius Aemilius Lepidus; умер после 22 года) — политический деятель эпохи ранней Римской империи, ординарный консул 11 года.

## Биография
Родным отцом Мания Эмилия был ординарный консул 21 года Квинт Эмилий Лепид, предположительно, носивший агномен «Барбула» (Barbula), а матерью — Корнелия. По отцовской линии Лепид являлся потомком триумвира Марка Эмилия Лепида, а по материнской — диктатора Луция Корнелия Суллы и полководца Гнея Помпея. 
В 11 году Лепид занимал должность ординарного консула вместе с Титом Статилием Тавром. Как-то однажды император Август, рассуждая о своих возможных преемниках, заявил, что Маний достаточно одарён, но откажется от власти.
В 20 году Маний выступал защитником своей сестры Эмилии Лепиды, которую её первый супруг, Публий Сульпиций Квириний, обвинил в прелюбодеянии, колдовстве и попытке отравления. Старания Лепида не дали результатов: в итоге Лепиду признали виновной и присудили к лишению огня и воды. Маний не был богатым человеком. По этой причине в 21 году Секст Помпей выступал против того, чтобы дать ему в управление провинцию Азия. Однако, другие сенаторы не согласились с его мнением, и в 21—22 годах Лепид руководил Азией в качестве проконсула. Известно, что он входил в состав жреческой коллегии авгуров.
Его дочерью была Эмилия Лепида, супруга будущего императора Гальбы.